# Hybozelodes comatus
Hybozelodes comatus là một loài ruồi trong họ Asilidae. Hybozelodes comatus được Hermann miêu tả năm 1912. Loài này phân bố ở vùng Tân nhiệt đới.